# Comissió Permanent
La Comissió Permanent o la Diputació Permanent és l'organisme parlamentari d'alguns sistemes de govern que s'encarrega de les tasques i funcions que corresponen al Parlament o al Congrés o a alguna de les seves cambres, quan aquest o aquestes es troben tancades o en recés. La seva composició està dictaminada per la constitució o alguna llei corresponent, i generalment, està integrada per un nombre més petit de representants. Les prerrogatives de la Comissió Permanent solen ser limitades, i per alguns casos importants, la Comissió Permanent no pot prendre les decisions ans ha de convocar el Parlament o Congrés a sessions extraordinàries.